# Contea di Marengo
La contea di Marengo, in inglese Marengo County, è una contea dello Stato dell'Alabama, negli Stati Uniti. La popolazione al censimento del 2000 era di 22 539 abitanti. Il capoluogo di contea è Linden.

## Geografia fisica
La contea si trova nella parte occidentale dell'Alabama. Lo United States Census Bureau certifica che l'estensione della contea è di 2546 km², di cui 2531 km² composti da terra e i rimanenti 15 km² composti di acqua.
La contea rientra nella sezione fisiografica della della Pianura Atlantica. Una fascia di terreno scuro e fertile, nota come Black Belt, attraversa la parte settentrionale della contea, mentre la parte meridionale è composta da suoli sabbiosi e argillosi. Il fiume Black Warrior si unisce al fiume Tombigbee a Demopolis nella parte più settentrionale della contea. Il fiume Tombigbee forma il confine occidentale della contea.

### Contee confinanti
- Contea di Greene - nord
- Contea di Hale - nord
- Contea di Perry - nord-est
- Contea di Dallas - est
- Contea di Wilcox - sud-est
- Contea di Clarke - sud
- Contea di Choctaw - sud-ovest
- Contea di Sumter - nord-ovest

### Laghi, fiumi e parchi
La contea comprende i seguenti laghi, fiumi e parchi:
| Laghi | Fiumi | Parchi | Parchi |
| --- | --- | --- | ------ |
| - Prouts Lake - Lake Miriam - Lake Meadwood - Prairie Lake Number One - Prairie Lake Number Two - Mitchell Lake - Stallworths Shadow Lake - Powell Creek Lake Number Nine | - Huggins Creek - Indian Branch - Dapheny Branch - Chickasaw Bogue - Tucker Branch - Powell Creek - Jamison Branch - Buckeye Creek - Joel Creek | - Chickasaw State Park - Lock Three Left Bank Public Use Area - Steeles Landing Park - French Creek Public Use Area |        |

## Storia
La Contea di Marengo fu costituita il 6 febbraio 1818, prima della creazione dell'Alabama. I territori erano abitati dai Choctaw. Nel 1817, a un gruppo di immigrati francesi, ai quali era stato concesso rifugio negli Stati Uniti dopo una rivolta di schiavi ad Haiti, fu assegnata della terra per stabilire una colonia dedicata alla coltivazione di viti e ulivi. Il nome della contea fu suggerito dal giudice Abner Lipscomb, ispirandosi alla leggenda secondo cui almeno alcuni dei coloni avevano servito con il generale francese Napoleone Bonaparte nella sua vittoria a Marengo, in Italia, contro le forze austriache il 14 giugno 1800.
La contea venne dichiarata area disastrata nel settembre 1979 a causa dei danni creati dall'uragano Frederic.

## Principali strade ed autostrade
- U.S. Highway 43
- U.S. Highway 80
- State Route 10
- State Route 25
- State Route 28
- State Route 69

## Società

### Evoluzione demografica
Abitanti censiti (migliaia)

## Centri abitati[8]

### Comuni
- Dayton - town
- Demopolis - city
- Faunsdale - town
- Linden - town
- Myrtlewood - town
- Providence - town
- Sweet Water - town
- Thomaston - town

### Census-designated places
- Nanafalia
- Putnam